# Sunny Mabrey
Sunny Mabrey (Gadsden, 28 november 1975) is een Amerikaans model en actrice.

## Biografie
Sunny Mabrey werd in 1975 geboren in de Amerikaanse staat Alabama. Alvorens over te stappen naar het witte doek verscheen ze in reclamefilmpjes en muziekvideo's. Haar debuutfilm was The New Guy uit 2002. Sindsdien verscheen ze ook als gastactrice in verschillende televisieseries waar ze vaak een eenmalige rol heeft. In 2004 had ze een hoofdrol in Species III, een rol die veel naaktscènes inhield. In 2005 had ze een bijrol in de actiefilm XXx: State of the Union. Ze is ook bekend om haar rol in de cultfilm Snakes on a Plane uit 2006.
Op 17 juli 2005 huwde ze met acteur Ethan Embry. Het paar scheidde in 2012 maar hertrouwde weer in juni 2015.